# Countdown (супермаркет)
Countdown (с англ. — «Обратный отсчёт») — сеть супермаркетов в Новой Зеландии, принадлежащая компании Woolworths Group. Основанная в 1981 году, сеть Countdown является ведущим брендом компании Progressive Enterprises, новозеландского дочернего подразделения компании Woolworths Limited. Это крупнейшая сеть супермаркетов в Новой Зеландии — на территории страны действуют более 160 магазинов.
В основном супермаркеты сети имеют площадь больше средней (новые супермаркеты занимают около 4000—4400 м²). Из-за эффекта масштаба в этих супермаркетах есть возможность продавать продукты по более низким ценам, чем супермаркетах Foodtown и Woolworths, имеющих меньший размер.
«Новое поколение» супермаркетов Countdown — строящиеся или реконструируемые с середины 2008 года супермаркеты, в которых 30 % торговой площади отведено для свежих продуктов и представлен широкий ассортимент товаров (до 30 000 наименований). В этих супермаркетах работают энергосберегающие системы отопления и охлаждения. Старые супермаркеты Countdown оборудованы стандартно, как и прочие супермаркеты Новой Зеландии.

## История

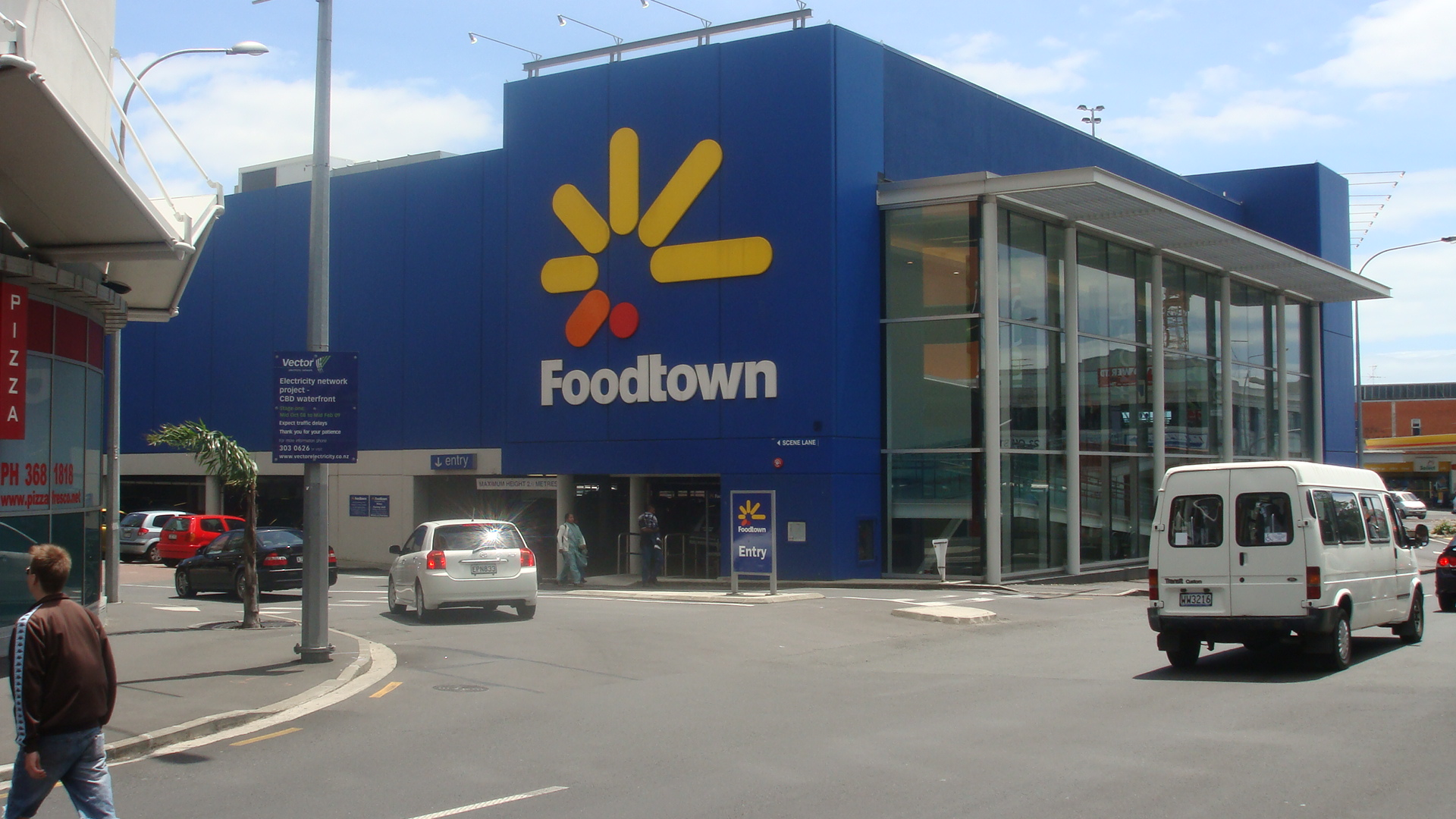
Супермаркет Foodtown в центре Окленда, 2008 год

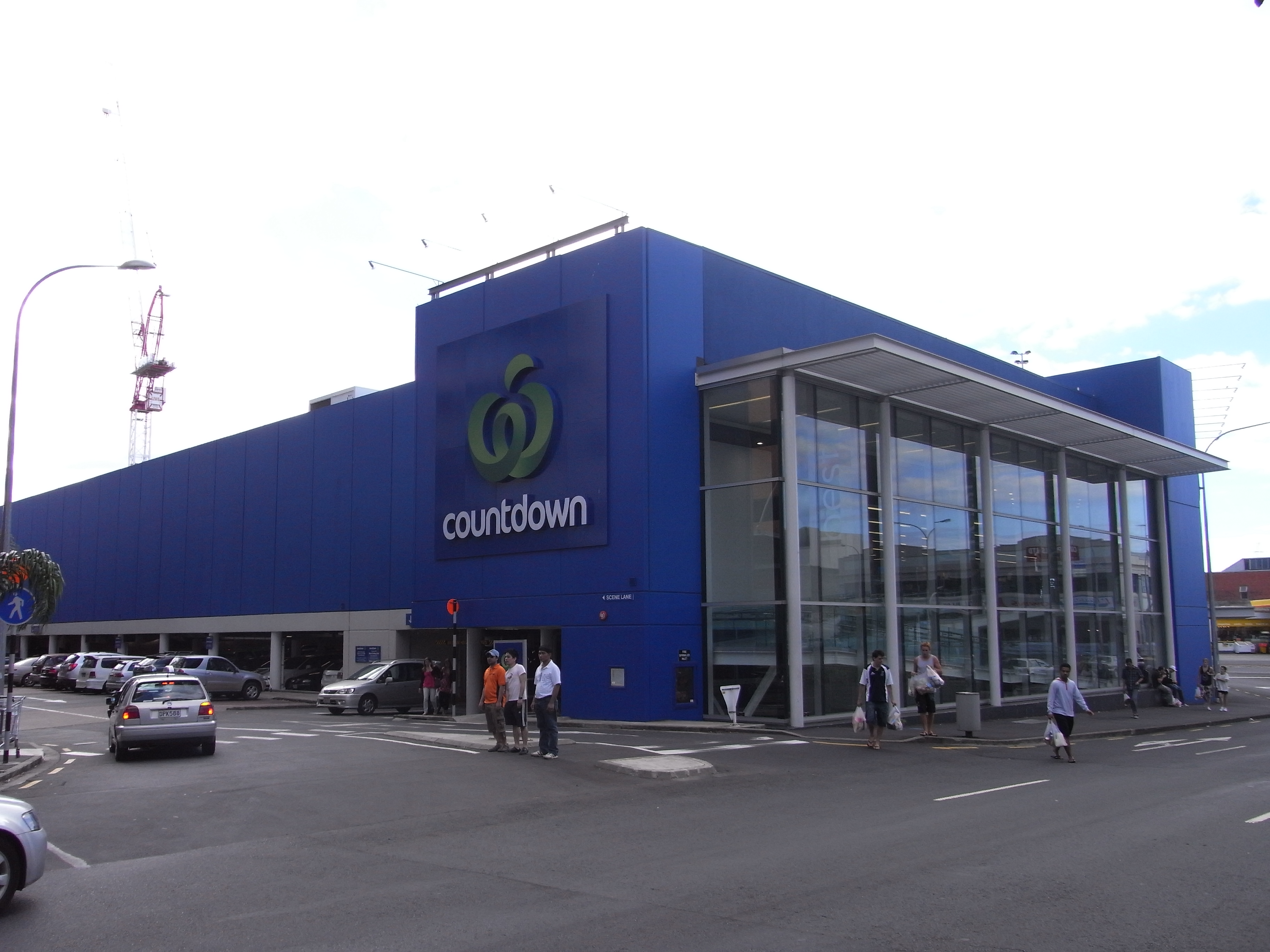
То же здание, после ребрендинга в 2010 году

В мае 1981 года открылся первый супермаркет Countdown в Нортлендс-молле (англ. Northlands Mall) в пригороде Крайстчерча, Папануи. Этот супермаркет принадлежал компании Rattrays Wholesale, которая в течение десятилетия развила свой бизнес и построила сеть супермаркетов. Группа компаний Rattrays Wholesale Group включала в себя склады Rattrays Cash and Carry, табачные лавки (известные ныне как Red Arrow Distributors), сеть супермаркетов Countdown и группу франчайзинговых супермаркетов SuperValue (по состоянию на 7 июля 2013 года, эти супермаркеты функционировали под брендами SuperValue и Fresh Choice).
В 1992 году австралийская компания Foodland Associated Limited (FAL) приобрела бизнес Rattrays и сеть супермаркетов Countdown.
В октябре 1993 года Foodland Associated Limited (FAL) выкупила контрольный пакет акций Progressive Enterprises Limited, в том числе компании General Distributors Limited — владельца торговой марки Foodtown у компании Coles Myer, а вскоре после этого — все акции её дочерних компаний и сняла Progressive Enterprises с биржи. В результате этого приобретения Progressive Enterprises стала материнской компанией для некоторых брендовых компаний, принадлежащих FAL. Progressive Enterprises стала владельцем розничных сетей: Foodtown Supermarkets, Countdown, Georgie Pie Restaurants, 3 Guys, Rattrays и Supervalue.
17 июня 2002 года Progressive Enterprises Ltd покупает сеть супермаркетов Woolworths в Новой Зеландии у гонконгской компании Dairy Farm Group. В розничном бизнесе компании появляются сети супермаркетов Woolworths (объединившей супермаркеты SuperValue и FreshChoice), Big Fresh и Price Chopper. Progressive Enterprises Ltd в результате сделки увеличивает свою долю на новозеландском рынке продуктов питания до 45 %.
С 1993 по 2005 годы магазины Countdown развились с формата продуктового рынка до полноразмерных дисконтных супермаркетов, предоставляющих полный спектр услуг. Магазины сети отличаются размерами, так как в процессе объединения с Woolworths (NZ) Ltd участвовали разные супермаркеты. Многие супермаркеты сетей Big Fresh, Price Chopper и 3 Guys прошли процедуру ребрендинга и были объединены в сеть супермаркетов Countdown.
24 ноября 2005 года австралийская компания Woolworths Limited приобрела Progressive Enterprises Limited у Foodland Associated Limited.
В октябре 2006 года компания Progressive Enterprises объявила о проведении дисконтной компании совместно с Gull Petroleum и Shell, которые предлагали скидки на бензин при условии, если покупатели потратят более $40 в супермаркетах Woolworths, Foodtown или Countdown. Эта дисконтная программа была похожа на программу, которую материнская компания, Woolworths Limited, проводила в Австралии. Конкурирующая компания Foodstuffs в своих сетях New World и Pak’nSave запустила аналогичную дисконтную программу совместно с BP.
В июле 2008 в супермаркетах Countdown стала действовать накопительная дисконтная программа Onecard, ранее доступная только в супермаркетах Woolworths и Foodtown.
В сентябре 2009 года Progressive Enterprises объявила о начале процедуры ребрендинга всех супермаркетов Foodtown и Woolworths и переименования их в Countdown. Последние супермаркеты Foodtown и Woolworths в Браунс-бей (англ. Browns Bay) и Мидоулендс (англ. Meadowlands) соответственно, прошли процедуру ребрендинга 14 ноября 2011 года. По состоянию на начало 2012 года единственный супермаркет Woolworths продолжал работу в шопинг-центре Бейфэйр (англ. Bayfair Shopping Centre) в Маунт-Маунгануи. Супермаркет не был переименован, так как в торговом комплексе на тот момент уже существовал супермаркет Countdown.

## Операции
По состоянию на июль 2013 года в сети Countdown действовало 164 супермаркета, расположенных на территории Северного и Южного островов Новой Зеландии.
Основное управление сетью супермаркетов осуществляется из штаб-квартиры Progressive Enterprises в Мангере, Окленд. Супермаркеты распределены по 10 зонам. В каждой зоне действует региональный менеджер, подчиняющийся главному менеджеру (англ. National Operations Manager). Ранее супермаркеты делились на два региона — Северный и Южный, по 5 зон в каждом.
Ценовая политика и специальные акции отличаются на Северном и на Южном островах Новой Зеландии. Кроме того, Северный остров делится на два субрегиона — Верхний и Нижний, исключительно с целью эффективной конкурентной борьбы с Foodstuffs, ценовая политика которой определяется для двух регионов Северного острова.
Сеть Countdown также предлагает широкий спектр услуг в своём интернет-магазине.

### Логистика
Все товары поставляются в магазины через три распределительных центра, главный из которых находится в Окленде, а два других — в Палмерстон-Норт и в Крайстчерче. Поставка товаров осуществляется на ежедневной основе.
Доставка в магазины охлажденных и замороженных товаров осуществляется сторонней транспортной компанией VersaCold. Её распределительные центры находятся там же, где и распределительные центры Countdown и доставка в магазины происходит ежедневно.
Доставка остальной продукции осуществляется сторонней компанией Freshmax. Фрукты и овощи со всей Новой Зеландии и из-за рубежа отправляются в три распределительных центра в Окленде, Веллингтоне и Крайстчерче, откуда ежедневно развозятся по магазинам. Однако в Окленде доставка в воскресенье производится только в определённые магазины.
В последние годы сеть Countdown, а также Foodtown и Woolworths, отходят от того, чтобы иметь неподалёку от магазинов скотобойню или мясной цех и переходят на централизованные поставки. Нарезанное и предварительно упакованное мясо (англ. CRM, Cabinet Ready Meat) поставляется в магазины из главного распределительного центра в Окленде. В связи со сложностью доставки CRM на Южный остров, во всех супермаркетах Countdown на Южном острове мясной цех сохранён.

## Конкуренция
Основными конкурентами сети супермаркетов Countdown являются сети супермаркетов New World и Pak’nSave, принадлежащие компании Foodstuffs.
Сеть Countdown является одной из трёх сетей супермаркетов с самой низкой стоимостью потребительской корзины. Так, в сентябре 2008 года журналом Consumer было проведено исследование рынка в Окленде. Согласно этому исследованию, сеть Countdown получила второе место, предлагая потребительскую корзину из 15 наименований за $38,24, на $0,91 дороже, чем в дружественной сети супермаркетов Woolworths, принадлежащей той же компании Progressive Enterprises. Ближайшим конкурентом оказалась сеть Pak’nSave, в которой тот же набор товаров можно было приобрести за $40,11, то есть на $1,87 дороже. По результатам аналогичного исследования, проведённого тем же журналом в 2009 году, но по потребительской корзине из 40 товаров, сеть Countdown получила третье место. Стоимость потребительской корзины здесь составила 136 новозеландских долларов, на 4 доллара дороже, чем в супермаркетах New World и на 21 доллар дороже, чем в сети Pak’nSave. В 2013 году журнал Counsumer повторил своё исследование, по результатам которого сеть Countdown снова заняла второе место. Стоимость потребительской корзины из 40 товаров в сети Countdown составила 160 долларов.

## Логотип и слоган

Старый логотип сети супермаркетов Countdown

Логотип Countdown в своём нынешнем виде был представлен общественности 21 сентября 2009 года. На новом логотипе слово «Countdown» стало красным, изменился шрифт, светло-зелёный фон на логотипе исчез, в нижней части логотипа был добавлен слоган «Shop Smarter». Стилизованное зелёное яблоко на логотипе, символизирующее свежие фрукты и овощи, используется и в логотипе австралийской сети супермаркетов Woolworths.
На установленных вывесках логотип используется без слогана, слово «Countdown» имеет белый цвет, а весь логотип размещается на чёрном фоне.
«Shop Smarter» (с англ. — «покупай умнее») — текущий слоган сети супермаркетов Countdown. Он появился в середине 2009 года при объединении сетей Countdown, Woolworths и Foodtown. Новый слоган перекликается с названием короткометражных видеороликов «The Smart Shopper» (с англ. — «умный покупатель»), снятых при содействии сети Countdown и выходящих в эфире новозеландского телевидения трижды в неделю. В этих роликах ведущий, Ричард Тилл (англ. Richard Till), в течение минуты общается с приглашённым гостем на тему кулинарии и продуктов питания.

## Программы лояльности
В сети Countdown действуют две основные программы лояльности.

### Onecard
Дисконтная подарочная программа Onecard Архивная копия от 24 октября 2011 на Wayback Machine была введена в июле 2008 года, после объединения сетей Foodtown и Woolworths под общим брендом Countdown. По состоянию на июль 2013 года карты Onecard представляли собой стандартные пластиковые карты с магнитной полосой, считываемые EFTPOS-терминалами. Помимо скидок, за каждые $10, потраченных в магазине, держателям карт Onecard начисляются бонусные баллы, которые можно впоследствии потратить на покупки. Четыре раза в год эти бонусные баллы обмениваются на денежные сертификаты. Карты Onecard используются и для участия в проводимых акциях. Участие в акции происходит автоматически после считывания карты при соблюдении условий акции (например покупка определённых продуктов).
В отличие от программ лояльности для клиентов в других торговых точках, в супермаркетах Countdown цена с учётом скидки для владельцев карт Onecard печатается на ценниках крупным шрифтом; цена без скидки указывается более мелким шрифтом, обычно выше скидочной цены.

### Скидки на топливо
В партнёрстве с Countdown работают топливные компании Shell/Z и Gull. На своих заправочных станциях с сентября 2009 года они предлагают скидки на топливо при условии оплаты чеков на сумму более 40 долларов. Впервые эти скидки были введены в 2006 году и с тех пор условия их предоставления часто менялись.

## Частные бренды
В сети супермаркетов Countdown представлены товары 6 частных торговых марок. Все эти торговые марки (кроме Signature Range) идентичны частным торговым маркам в сети супермаркетов Woolworths Australia.
- Woolworths Home Brand — недорогие продукты ежедневного употребления.
- Signature Range — продукты ежедневного употребления, в том числе фирменная продукция.
- Woolworths Select / Signature Range Select — продукты высокого класса.
- Woolworths Naytura
- Woolworths Freefrom — диетические продукты.
- Woolworths Essentials — сопутствующие товары.